# Tulpenmanie

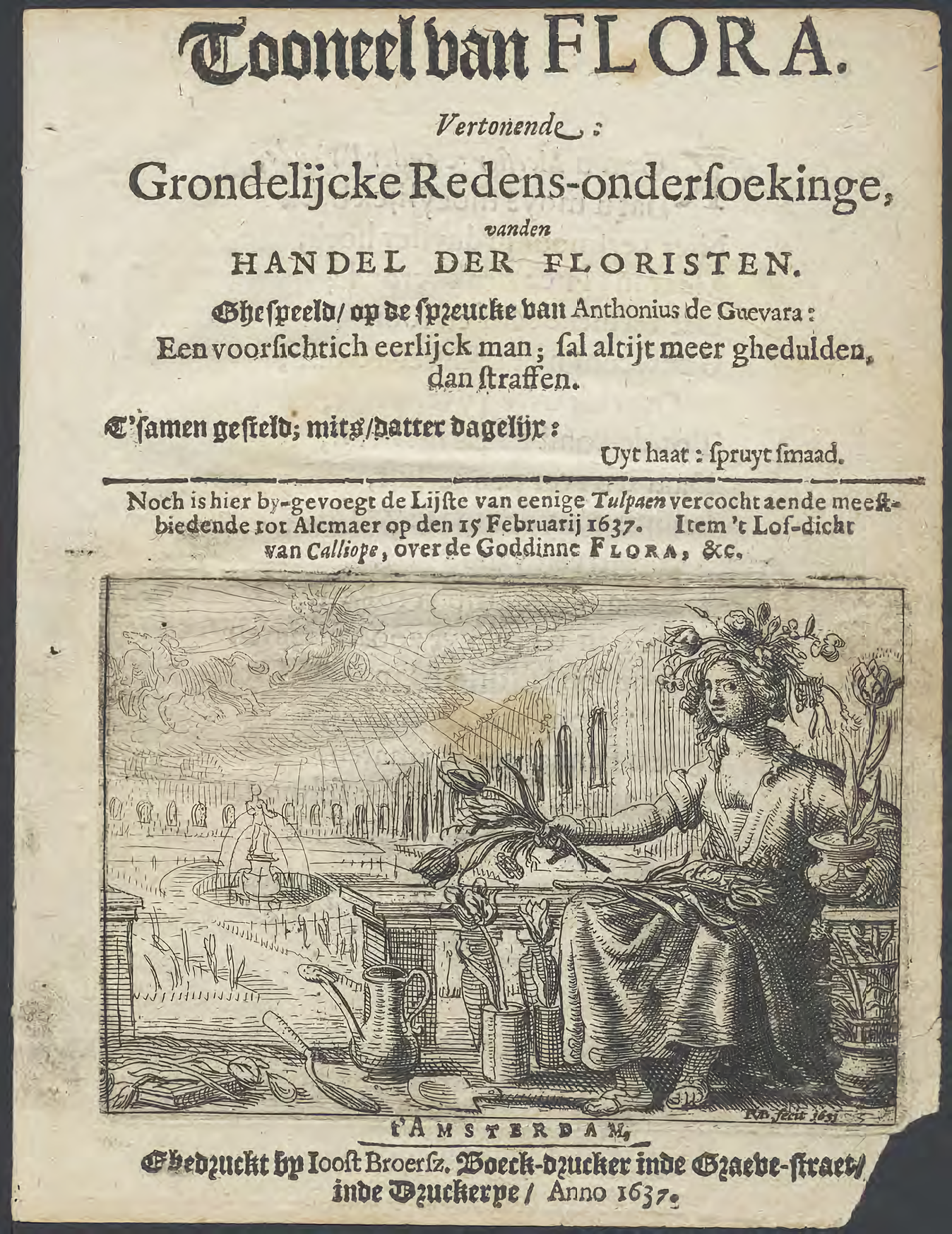
Broschüre über die Tulpenmanie in den Niederlanden, gedruckt 1637

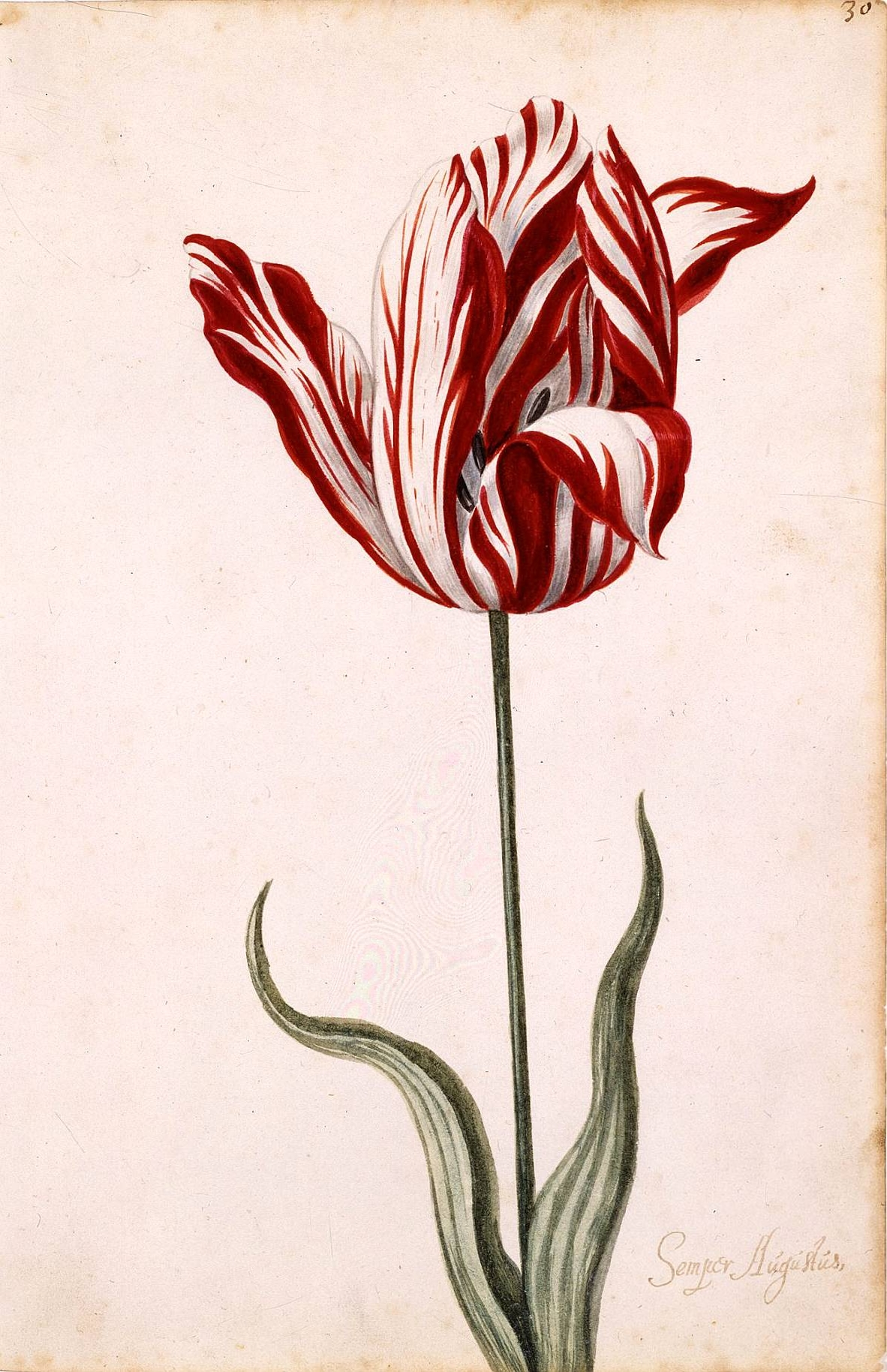
Zeitgenössisches Aquarell (17. Jahrhundert) einer Tulpe der Sorte Semper Augustus, Norton Simon Museum in Pasadena

Bei der Tulpenmanie (auch Tulipomanie, Tulpenwahn, Tulpenblase, Tulpenfieber oder Tulpenhysterie; niederländisch tulpenwoede, tulpengekte oder bollengekte) handelt es sich um eine Periode im Goldenen Zeitalter der Niederlande, in der Tulpenzwiebeln zum Spekulationsobjekt wurden.
Tulpen waren seit ihrer Einführung in die Niederlande in der zweiten Hälfte des 16. Jahrhunderts ein Liebhaberobjekt. Sie wurden in den Gärten der sozial gehobenen Schichten des gebildeten Bürgertums, der Gelehrten und der Aristokratie kultiviert. Zu den auf Tauschhandel gegründeten Beziehungen dieser Liebhaber kam zum Ende des 16. Jahrhunderts der kommerzielle Handel mit Tulpen hinzu. In den 1630er Jahren stiegen die Preise für Tulpenzwiebeln auf ein vergleichsweise extrem hohes Niveau, bevor der Markt zu Beginn des Februars 1637 abrupt einbrach.
Die Tulpenmanie wird als die erste relativ gut dokumentierte Spekulationsblase der Wirtschaftsgeschichte angesehen. Sie wird auch metaphorisch zur Charakterisierung anderer, anscheinend irrationaler und riskanter Finanzentwicklungen gebraucht. Die Deutungen über den Anlass, den Verlauf und die gesellschaftlichen und wirtschaftlichen Folgen der Tulpenmanie gehen auseinander. Für die traditionelle Lesart der Ereignisse und Auswirkungen, die sich schon in der zeitgenössischen Kritik findet und von späteren Interpretationen aufgegriffen wurde, waren in den Handel mit Tulpen in den 1630er Jahren große Teile der niederländischen Bevölkerung bis in die untersten Gesellschaftsschichten involviert. Der rasche Preisverfall habe demgemäß den Ruin vieler Beteiligter bedeutet und der niederländischen Wirtschaft insgesamt einen schweren Schaden zugefügt. Andere Lesarten bemühen sich, den Preisanstieg und Preisverfall von Tulpen im Lichte der Markteffizienzhypothese nicht als irrationale und singuläre Manie darzustellen, kehren institutionelle Ursachen für die Blase hervor und relativieren die gesamtwirtschaftliche Relevanz.

## Bedingungen

### Tulpenliebhaberei in den Niederlanden
Das Zentrum der Artenvielfalt der Pflanzengattung Tulpen (Tulipa) liegt im südöstlichen Mittelmeerraum. Von den Persern übernahmen die Türken die Kultivierung der Tulpen im 15. Jahrhundert. Im Osmanischen Reich galt sie als eine der edelsten Blumen und wurde spätestens im 18. Jahrhundert in großen Mengen in den Gärten des Sultans gepflanzt. Aus dem Osmanischen Reich gelangten Tulpen um 1555–60 über Konstantinopel (heute Istanbul) nach Wien. Wahrscheinlich importierte erstmals Ogier Ghislain de Busbecq, ein flämischer Edelmann und Botschafter von Kaiser Ferdinand I. am Hofe Süleyman I., Tulpensamen und -zwiebeln. Von ihm hat sich auch eine der frühesten, möglicherweise sogar die erste angefertigte Beschreibung eines Westeuropäers von einer Tulpe überliefert. In einem Brief vom 1. September 1555 gab er ihr den Namen Tulipan. Auch auf anderen Wegen, etwa aus Südeuropa oder im Zuge des Handels mit der Levante, gelangten Tulpen nach Mitteleuropa. 1559 sah der Schweizer Gelehrte Conrad Gessner im Garten des Augsburger Bankiers Johannes Heinrich Herwarth eine rote Tulpe, die er als Tulipa Turcarum beschrieb. Die Einführung der Tulpe leitete in der Gartenkultur die sogenannte orientalische Periode ein, in der neben Tulpen auch Hyazinthen und Narzissen Eingang in die westeuropäischen Gärten fanden und sich dort großer Wertschätzung erfreuten.

Holzschnitt einer Tulpe (Tulpa serotina flava), aus einem separaten Anhang (‚Pflanzen aus Thrakien‘) zu Clusius’ Werk über die Flora Spaniens

Der flämische Botaniker Carolus Clusius, seit 1573 Präfekt des Kaiserlichen Heilkräutergartens (Hortus botanicus medicinae) in Wien, kultivierte Tulpen ab 1574 in großem Stile. Im Garten Maximilians II. ließ er Zwiebeln und Samen auspflanzen bzw. aussäen. In der Folgezeit wurden blühende Tulpen unabhängig voneinander in Brüssel (1577), in Leiden (1590), in Breslau (1594) und in Montpellier (1598) beschrieben. Nach einer Station in Frankfurt am Main wurde Clusius 1593 zum Professor für Botanik in Leiden berufen und stand dort dem Hortus botanicus vor. Wie bereits in Frankfurt und in Wien war Clusius in Leiden ein wichtiger Punkt in einem Netzwerk an Blumenliebhabern, den liefhebbers. Sie waren durch ihren gehobenen gesellschaftlichen Rang, ihre humanistische Bildung und ihre Wertschätzung für Pflanzen miteinander verbunden. Im exklusiven Zirkel dieser Enthusiasten mischten sich Vertreter verschiedener sozialer Kreise. Zu den Blumenliebhabern zählten Gelehrte, gebildete und wohlhabende Bürger (Apotheker, Ärzte, Notare, Händler, Advokaten) sowie Adlige, für welche alle der Umgang mit Pflanzen keine Landwirtschaft, sondern eine Liebhaberei war.
Tulpen wurden aufgrund mehrerer Eigenschaften geschätzt. Sie waren neu, exotisch, exklusiv, dekorativ und anspruchsvoll. Um ihre Begeisterung für die Blumenzucht und liefhebberij zu pflegen, legten Amateure private Gärten an und besuchten sich gegenseitig in diesen, um sich über die Kultivierung der neuen Sorten auszutauschen und die jeweiligen Exemplare in Augenschein zu nehmen. Befördert wurde die Anlegung privater Gärten durch das Wachstum der holländischen Städte jenseits der Stadtmauern. So wurden beispielsweise die Häuser, die in der ersten Hälfte des 17. Jahrhunderts an den Kanälen der Amsterdamer Herengracht, Keizersgracht und Prinsengracht gebaut wurden, mit rückwärtigen Gärten konzipiert. In anderen Städten wie in Haarlem legte man Gärten außerhalb der Stadtmauern an. In diesen Gärten wurden nicht mehr nur Heil- und Nutzkräuter gezogen, sondern die Gärten dienten auch der Kultivierung neuer Pflanzenarten wie Tulpen. So enthielt der Hortus botanicus in Leiden, der vor allem für Pflanzen zur medizinischen Verwendung angelegt wurde, bei Clusius’ Tod mehr als 600 Tulpenzwiebeln, mit denen keinerlei medizinische Wirkung verbunden wurde. Manche Blumenliebhaber spezialisierten sich auf das Sammeln und die Zucht von Tulpen, die in den Beeten mit großzügigem Abstand zueinander einzeln wuchsen.
Ausdruck fand die gesteigerte Wertschätzung und Bekanntheit für Blumen in den Stillleben, wie sie in dieser Periode etwa von Ambrosius Bosschaert d. Ä., Balthasar van der Ast und Roelant Savery gemalt wurden. In manchen dieser Werke taucht die Tulpe in Verbindung mit anderen Gegenständen als Symbol der Vanitas auf. Die kurze Blühdauer von April bis Juni und das zeitige Vergehen der Pflanzen nach der Blüte machten die Tulpen, so eine Lesart dieser Bilder, zum Memento mori.
Tulpen wurden auch in Wunderkammern gesammelt. Diese Kollektionen waren im Prinzip unterteilt in naturalia und artificialia. Jedoch wurden in der Praxis in der Natur vorkommende und menschgemachte Objekte zusammengesammelt und ausgestellt. Beispielsweise gehörte zum Hortus botanicus in Leiden auch eine Galerie (das Ambulacrum), in der die Raritätensammlung des Barent ten Broecke d. Ä. (Bernardus Paludanus) untergebracht war. Tulpenzwiebeln und Bilder von Tulpen fanden sich in diesen Kunst- und Naturalienkabinetten neben Kunstwerken und anderen raren und wertvollen Dingen wie Straußeneiern, Narwalhörnern, seltenen Mineralien und Muscheln. Manche Autoren wie der Sieur de La Chesnée Monstereul gingen so weit, die Tulpe zu den artificialia und nicht zu den naturalia zu zählen, weil in den Tulpenzüchtungen natürliche und menschliche Faktoren zusammenkamen.
Das Sammeln von Tulpen und anderen Raritäten wurde bereits zu Beginn des 17. Jahrhunderts in den Niederlanden kritisch begutachtet. In seiner 1614 erschienenen polemischen Sammlung von Emblemen Sinnepoppen (‚Sinnsprüche‘, Amsterdam 1614) vergleicht Roemer Visscher den Eifer der Sammler von Muscheln mit dem der Sammler von Tulpen. In zwei aufeinander folgenden Blättern zeigt er zum einen exotische Muscheln unter dem Titel Tis misselijck waer een geck zijn gelt aen leijt („Es ist verrückt, für was ein Narr sein Geld ausgibt“), zum anderen Tulpen unter der Überschrift Een dwaes en zijn gelt zijn haest ghescheijden („Ein Narr und sein Geld sind eilends geschieden“).
Die Tulpenliebhaber unterhielten ihre Beziehungen durch den Tausch, nicht den Verkauf von Tulpen. Ihre Reputation beruhte auf Kennerschaft, Ehrlichkeit, Verlässlichkeit und der Bereitschaft, Wissen und Güter bereitwillig zu tauschen. Jedoch bedingte die hohe Wertschätzung und Seltenheit der Tulpen auch, dass sie zu einem finanziell kostbaren Gut wurden. Dies zeigt sich etwa in den Diebstählen von Tulpenzwiebeln. So wurde Clusius allein 1569 zweimal bestohlen, und ihm wurden dabei über 100 Tulpen entwendet. Zu der Kultur der Blumenliebhaber trat der kommerzielle Handel mit Blumen. Seit mindestens der Mitte der 1570er Jahre wurden seltene Pflanzen und Blumen gehandelt. Clusius berichtet beispielsweise von Händlern, die 1576 Schneerosen in Wien verkauft hätten. Zu den etablierten Amateuren und ihren Tauschgeschäften kamen neue Akteure hinzu, die mit Blumen kommerziell handelten (rhizotomi ‚Wurzelschneider‘, wie Clusius sie nannte). Es finden sich aber auch Belege, dass die liefhebbers selbst und nicht nur neu dazukommende Händler aktiv an der Kommodifizierung der Tulpen teilgehabt haben und Tulpen sowohl kauften als auch verkauften.

### Tulpenzucht
Die Seltenheit von Tulpen begründete sich nicht nur in ihrer klimabedingten Anfälligkeit für Krankheiten und Fäulnis. Auch die bevorzugte Art der Vermehrung setzte einer massenhaften Verbreitung Grenzen: Zwar können Tulpen über Samen verbreitet werden, doch benötigt in dieser Form das Heranwachsen einer blühfähigen Pflanze sieben bis zehn Jahre. Daher erfolgte die Vermehrung vegetativ mittels Tochterzwiebeln. Als Geophyten bilden Tulpen in der Erde geschützte Zwiebeln aus, um den Winter zu überdauern und im nächsten Frühjahr erneut auszutreiben. Nach der Blüte wachsen im Frühjahr bis zum Sommer an den Mutterzwiebeln Tochterzwiebeln, die nach der Blüte „gerodet“ werden können. Sie existieren dann als eigenständige blühfähige Exemplare. Die Mutterzwiebeln werden nach der Blüte mit den gebildeten Tochterzwiebeln den Sommer über aus der Erde genommen und erst im September bzw. Oktober wieder eingepflanzt, wo sie bis zur nächsten Blüte überwintern.

Frühling (Ausschnitt), Pieter Brueghel d. J., 1635, Privatsammlung. Dargestellt sind Gartenarbeiten zur Zeit der Tulpenmanie. In den Beeten sieht man die blühenden Tulpen.

In den Niederlanden trieben die Züchter und Sammler neben der mengenmäßigen Vergrößerung des Tulpenbestandes zudem die Zucht von Sorten voran. Das Wissen über die korrekte Bestellung und Pflege der Pflanzen wurde sowohl in Abhandlungen von Botanikern wie Rembert Dodoens und Matthias de L’Obel als auch in populären Schriften wie Emanuel Sweerts Florilegium oder Crispijn van de Passes d. J. Hortus floridus verbreitet. Tulpen wurden wegen ihrer spontanen Farb- und Formwechsel und der dadurch erzielten unzähligen Varianten geschätzt. In der Zeit zwischen 1630 und 1650 kannte man rund 800 namentlich unterschiedene Tulpensorten.
Die in der Zucht entstandenen Cultivare wurden in Gruppen klassifiziert: Unter die Couleren zählten beispielsweise alle einfarbigen roten, gelben und weißen Tulpen, die Rozen zeigten eine violette bzw. lila Färbung auf weißem Grund, während zu den Bizarden alle Tulpen gerechnet wurden, die eine rote, braune oder violette Färbung auf gelbem Grund aufwiesen. Die gemusterten Blütenblätter („das Brechen“) sind Resultat des Tulpenmosaikvirus, das von Blattläusen übertragen wird und über infizierte Tochterzwiebeln weitergegeben werden kann. Dementsprechend unberechenbar und selten waren erfolgreiche Zuchtlinien, insbesondere deshalb, weil der Grund für die plötzliche Farbänderung den damaligen Züchtern unbekannt war – er wurde erst 1924 gefunden – und weil die gebrochenen Tulpen schwächer und anfälliger sowie in ihrem Farbmuster weniger konstant waren als gesunde Tulpen. Auch wenn den Züchtern der Grund der Farbvariationen unbekannt war, suchten sie nach Wegen, Tulpen gezielt zu brechen. Beispielsweise wurden zwei Hälften verschiedener Zwiebeln zusammengebunden, Tulpenzwiebeln wurden mit Tinte getränkt, oder Taubenmist wurde auf dem Gartenboden verbrannt.
Die Wertschätzung für Tulpen in den Niederlanden drückt sich in ihrer Benennung aus. So finden sich zahlreiche Tulpen mit den Namensbestandteilen Admirael und Generael, was den höchsten in dieser Zeit erreichbaren gesellschaftlichen Positionen entspricht. Zum Beispiel hieß eine der Tulpen des Züchters Francesco Gomes da Costa Admirael da Costa oder die Sorten Admirael van Enkhuizen bzw. Generael der Generaels van Gouda kamen aus Enkhuizen bzw. Gouda. Zudem gab es Anspielungen auf kostbare Materialien (z. B. Goude Laeckens ‚Goldstoff‘) oder bekannte Figuren der klassischen Antike (z. B. Schoone Helena ‚Schöne Helena‘).  Auch wurden zur Bezeichnung von Tulpensorten häufig Anleihen bei anderen in den Wunderkammern gezeigten Gegenständen gemacht. So finden sich Hinweise zu Sorten mit den französischen bzw. niederländischen Namen Agaat (Achat), Morillon (ungeschliffener Smaragd), Ghemarmerde (marmoriert) oder Marquetrine (Marketerie).
Es waren besonders die mehrfarbig geflammten, gestrichelten, gestreiften, geränderten oder gesprenkelten Tulpen, die im Zentrum der Spekulationsgeschäfte der Tulpenmanie standen. Die meisten dieser Sorten sind mittlerweile ausgestorben. So ist von der damals wertvollsten Tulpe, Semper Augustus (‚der immer Erhabene‘), kein Exemplar erhalten, weil in jüngerer Zeit mit dem Tulpenmosaikvirus befallene Pflanzen von den Züchtern vernichtet werden, damit sie nicht den gesamten Bestand infizieren.

### Organisation des niederländischen Tulpenhandels
Zwiebeln wurden während der Pflanzzeit in den Sommermonaten gehandelt. Die gerodeten Zwiebeln wurden dabei in Spotmärkten verkauft. Der Handel mit Tulpen ließ sich nicht auf diese kurze Periode beschränken. Die Händler gingen dazu über, auch solche Zwiebeln zu kaufen und zu verkaufen, die sich noch in der Erde befanden und erst später, nach der Blüte, ausgegraben werden konnten. Die in diesen Transaktionen getätigten Börsen- bzw. Terminkontrakte konnten notariell beglaubigt werden oder wurden inoffiziell auf Papierstreifen (coopcedulle) festgehalten. Gelegentlich bedienten sich die beiden Handelsparteien eines Vermittlers (seghsman) zur Aushandlung der Kaufbedingungen. Die Bezahlung der Tulpen war gewöhnlich dann fällig, wenn die Zwiebeln nach der Blüte aus der Erde genommen und übergeben wurden. Als Konsequenz entwickelte sich der Tulpenhandel zum Spekulationsgeschäft, da niemand in der Lage war, verbindliche Aussagen darüber zu treffen, wie die gehandelten Tulpen aussehen, noch ob sie in der neuen Saison überhaupt blühen würden. Aufgrund dieser unklaren Handelsgrundlage wurde das Geschäft mit Tulpen auch als windhandel bezeichnet.
Zum Zwecke der Veranschaulichung des zu erwartenden Aussehens einer Tulpe gaben die Züchter und Händler Kupferstiche, Aquarelle und Gouachen von Tulpensorten in Auftrag und sammelten diese in Handels- bzw. Versteigerungskatalogen, so genannten Tulpenbüchern. Von ihnen sind Anfang des 21. Jahrhunderts insgesamt 45 Exemplare erhalten geblieben. Die Besonderheit dieser Tulpenbücher ist, dass neben den Illustrationen selbst auch die Namen und gelegentlich auch noch das Gewicht und die Preise der abgebildeten Sorten am Rand der Blätter verzeichnet sind.

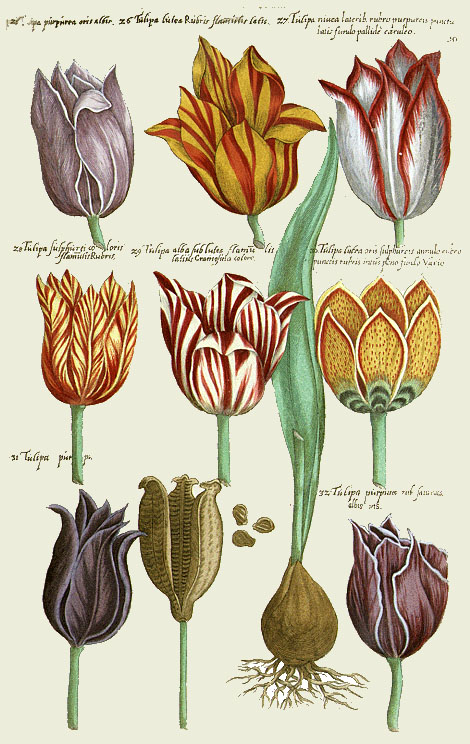
Tafel 10 aus dem 1612 in Frankfurt am Main herausgegebenen Florilegium des Blumenhändlers und -züchters Emanuel Sweerts

Mit der steigenden Beliebtheit der Zierpflanze kamen neue Formen des Tulpenhandels dazu, und ab der Mitte der 1630er Jahre ist im Vergleich zu anderen Produkten ein Preisanstieg zu bemerken. Spätestens um das Jahr 1634 betraten Spekulanten den Markt, die Tulpen nicht nur in der Hoffnung kauften, sie zu späterer Zeit selbst in ihren Garten zu setzen, sondern sie erwarben, um sie bei steigenden Preisen mit Gewinn weiterzuverkaufen. Der Leerverkauf war auch in anderen Sektoren der niederländischen Wirtschaft verbreitet. So verkaufte die Niederländische Ostindien-Kompanie ihre verschifften Waren, noch bevor diese ausgeliefert werden konnten. Jedoch untersagten die Generalstaaten 1610 diese Art des Handels, und das Verbot wurde in den Folgejahren, 1621, 1630 und 1636, bestätigt. Dies bedeutete, dass entsprechende Verträge nicht vor Gericht einklagbar waren. Jedoch wurden die Händler, die solcherart Geschäfte betrieben, auch nicht explizit verfolgt, so dass Formen des Leerverkaufs stets genutzt wurden. Auch konnten diese Verdikte nicht verhindern, dass Optionsscheine auf Tulpenzwiebelanteile gehandelt wurden.
Die umfassendste Beschreibung der Organisation des niederländischen Tulpenhandels zur Zeit der Tulpenmanie hat sich in dem spekulationskritischen Pamphlet Samenspraeken erhalten, das drei satirische Dialoge der beiden Weber Gaergoedt (‚Habgier‘) und Waermondt (‚Wahrmund‘) wiedergibt. Es wurde kurz nach dem Ende der Spekulationsblase 1637 von Adriaen Roman aus Haarlem verbreitet. Folgt man der dortigen Beschreibung, dann fand der Handel mit Tulpenzwiebeln nicht in Börsengebäuden statt, sondern die Händler trafen sich in so genannten Kollegs (collegie bzw. comparitje) in bestimmten Herbergen und Schankhäusern. Bei den Treffen der Kollegs wurden Tulpen gehandelt, bewertet und das Wissen über Sorten und Akteure ausgetauscht. Tulpenzwiebeln wurden zum Teil als einzelne Zwiebelexemplare, zum Teil nach Gewicht verkauft, im Speziellen nach der Goldschmiedeeinheit asen (ein Aes = 0,048 Gramm und ein Pfund = 9.729 Asen in Haarlem bzw. 10.240 Asen in Amsterdam).
Der Verkäufer hatte die Möglichkeit einer Auktion (in het ootjen), oder beide Seiten schrieben ihren Preiswunsch auf einen Zettel bzw. ein Brett (borden) und zwei jeweils gewählte Unterhändler (seghsmannen) einigten sich auf einen Preis (met de Borden). Käufer waren verpflichtet, eine Gebühr von 2,5 Prozent des Verkaufspreises bzw. bis zu drei Gulden (das sog. „Weingeld“ bzw. wijnkoop in holländischen Gulden, also in florins (Dfl) bzw. guilders) zu zahlen, die vor Ort für Speisen, Getränke und Trinkgelder ausgegeben wurden. Wenn man aus bereits angelaufenen Verkaufsverhandlungen wieder aussteigen wollte, dann war die Zahlung eines rouwkoop (Bußgeld) fällig. Mitunter wurde die Verpflichtung, eine Zwiebel zu liefern, über Zwischenhändler weiterverhandelt. Tulpen wurden außerdem auf offiziellen Auktionen versteigert, wie bei den Auktionen einer Weeskamer (Waisenhaus), wenn diese den Nachlass eines Verstorbenen zu Gunsten seiner Kinder versteigerte.

## Daten und Verlauf

### Tulpenpreise
Für den Zeitraum von 1630 bis 1637 haben sich keine vollständigen Preisdaten erhalten. Daher ist es nicht möglich, exakte Aussagen über den Preisverlauf und das Ausmaß des Wertverlusts von Tulpenzwiebeln zu machen. In der Mehrzahl stammen die Daten auch aus dem Samen-Spraek. Die Aufstellung des amerikanischen Wirtschaftshistorikers Peter M. Garber, der die Informationen zu Verkäufen von 161 Zwiebeln von 39 Sorten zwischen 1633 und 1637 zusammentrug, zeigt, dass selbst gleiche Tulpensorten zum selben Zeitpunkt zu unterschiedlichen Preisen gehandelt wurden. Der Grund hierfür liegt in den verschiedenen möglichen Handelsweisen und Handelsorten. Tulpen konnten in den Terminbörsen der Kollegs, bei Auktionen, auf Spotmärkten beim Züchter und durch notariell beglaubigte Terminkontrakte verkauft bzw. erworben werden.

Ein standardisierter Preisindex für Tulpenzwiebelverträge. Es fehlen die Daten zwischen dem 9. Februar 1637 und dem 1. Mai 1637.

Schon in den 1620er Jahren war es unter Umständen möglich, für einzelne Tulpensorten sehr hohe Preise zu erzielen. Beispielhaft hierfür steht die Tulpe Semper Augustus. Sie wurde 1637 als teuerste Tulpe aller Zeiten gehandelt. Einem Bericht aus dem Jahr 1623 zufolge sollten alle damals existierenden zwölf Tulpen dieser Sorte dem Amsterdamer Bürger Adriaan Pauw auf seinem Gut Heemstede gehören. 1623 kostete jede dieser Zwiebeln 1.000 Gulden, 1624 stand der Preis bei 1.200 Gulden, 1633 war er auf 5.500 Gulden gestiegen und 1637 wurden für drei Zwiebeln 30.000 Gulden geboten. Zum Vergleich: Das Durchschnittsjahreseinkommen in den Niederlanden lag bei etwa 150 Gulden, die teuersten Häuser an einer Amsterdamer Gracht kosteten rund 10.000 Gulden. Jedoch scheinen diese sehr hohen Tulpenpreise zu jener Zeit die Ausnahme gewesen zu sein. So wurden 1611 Tulpen der Sorte Cears op de Candlelaer (‚Kerzen auf einem Leuchter‘) für 20 Gulden verkauft. Aus dem Oktober 1635 haben sich Daten zum Verkauf einer Tulpe der Sorte Saeyblom van Coningh für 30 Gulden erhalten. Dass die Preise für Tulpenzwiebeln zu Beginn der 1630er Jahre anzogen, lässt sich an den Sorten ablesen, für die in zeitlicher Folge mehrere Preisdaten verfügbar sind. Beispielsweise verdoppelte sich der Preis einer Tulpe der Sorte Groot Gepluymaseerde von 0,07 Gulden per Aes am 28. Dezember 1636 auf 0,15 Gulden per Aes am 12. Januar 1637. Der Preis der Sorte Switserts stieg in diesen zwei Wochen von 125 Gulden auf 1.500 Gulden für das Pfund, ein Anstieg auf das Zwölffache.

### Verlauf
Ihren Höhepunkt erreichten die Preise für Tulpen bei der Weeskamer-Versteigerung am 3. Februar 1637 in Alkmaar. Sie wurde von den weesmesters (Rektoren des Waisenhauses) für die Nachkommen von Wouter Bartholomeusz Winckel veranstaltet. Auf der Auktion wurden für 99 Posten Tulpenzwiebeln insgesamt rund 90.000 Gulden erzielt. Es finden sich aber weder für die einzelnen Preise noch für die Käufer verlässliche Belege. Eine kurze Zeit nach der Auktion erschienenes Flugblatt enthält eine Preisliste, doch ohne Angaben, wer diese Summen auf der Auktion geboten haben soll. Der durchschnittliche Preis der versteigerten Tulpen betrug 793 Gulden. Das meiste Interesse zogen in den späteren Auseinandersetzungen mit den Ereignissen die Tulpen auf sich, für welche weitaus höhere Preise geboten worden sein sollen. So kam eine Tulpe der Sorte Viceroy für 4.203 Gulden unter den Hammer, eine Admirael van Enchhysen wurde für 5.200 Gulden verkauft.
Zwei Tage nach der Auktion in Alkmaar, am 5. Februar 1637, hatte der Verfall von Preisen in Haarlem seinen Anfang genommen. Bei einer der regelmäßigen Wirtshausversteigerungen konnte keine der angebotenen Tulpen zu dem erwarteten Preis verkauft werden. In den nächsten Tagen brach dann in den gesamten Niederlanden der Tulpenmarkt zusammen. Das System des Handels funktionierte nur so lange, wie die Händler mit steigenden Preisen und der Option rechneten, dass ein Käufer bereit wäre, die reale Tulpenzwiebel zu erwerben. Als sich keine neuen Käufer fanden, die in die Preisspirale einsteigen wollten, fiel der Wert von Tulpen um geschätzt mehr als 95 Prozent. Am Ende der Spekulationsblase fanden sich Händler mit Verpflichtungen, Tulpenzwiebeln im Sommer zu einem Preis weit über den aktuellen Marktpreisen zu erwerben, während andere Marktakteure Tulpenzwiebeln verkauft hatten, die nur noch einen Bruchteil des Wertes besaßen, um den sie ihnen abgekauft worden waren.

Lijste van eenighe Tulpaen verkocht aende meeste-biedende. Flugblatt der Preisliste der 99 bei der Weeskamer-Versteigerung 1637 in Alkmaar versteigerten Posten Tulpenzwiebeln.

Um einen Weg aus dieser Krise zu finden, entsandten am 23. Februar 1637 verschiedene Städte Delegierte zu einem Treffen nach Amsterdam. So waren bei dieser Zusammenkunft insgesamt 36 Blumenhändler aus zwölf Städten und Regionen (Haarlem, Leiden, Alkmaar, Utrecht, Gouda, Delft, Vianen, Enkhuizen, Hoorn, Medemblik und der Region De Streeck) vertreten. Auch Händler aus Amsterdam selbst waren zugegen, doch weigerten sie sich, die getroffene Vereinbarung zu unterzeichnen. Die Abmachung sah vor, allen Kaufverträgen Gültigkeit zuzusichern. Aber jeder Käufer hatte bis März 1637 das Recht, Käufe zu annullieren, die nach dem 30. November 1636 (dem Ende der vorherigen Pflanzsaison) getätigt worden waren. Als Ausgleich hätten in diesem Fall nur 10 Prozent des Kaufpreises als Bußgeld gezahlt werden müssen. Weil aber diese Abmachung nicht rechtlich verbindlich war und mit Amsterdam ein wichtiges Zentrum des Handels sich weigerte, zu kooperieren, wurde die Vereinbarung nicht eingehalten.
Ein zweiter Anlauf zur Lösung der Krise ging von Städten unter dem Druck einflussreicher Blumenhändler aus. So wurde in Haarlem vorgeschlagen, den Staaten von Holland und Westfriesland die Idee zu unterbreiten, alle Transaktionen seit dem Ende der letzten Pflanzzeit (planttijt) Ende September 1636 ohne Strafzahlungen zu annullieren. Der Ältestenrat (vroedschap) diskutierte diesen Vorschlag am 4. März 1637 und kam zu dem Entschluss, dass dieses Anliegen vor den Staaten vertreten werden sollte. Diesen Beschluss unterstützten auch die Bürgermeister (burgemeesters), wohl auch unter dem Einfluss wichtiger regenten (Mitglieder der patrizischen Stadtregierung in den Niederlanden) wie Cornelis Guldewagen und Johan de Wael. Beide besaßen Brauereien in Haarlem, gehörten zur bürgerlichen Oberschicht und bekleideten über Jahrzehnte verschiedene öffentliche Ämter in der Stadtverwaltung. Kurz vor dem Preisverfall waren sie in das Geschäft mit Tulpen eingestiegen, indem sie 1.300 Zwiebeln aus dem Garten des bankrotten Amsterdamer Händlers Anthony de Flory kauften. In den Gerichtsakten tauchen sie auf, weil sie in der Folgezeit mehrfach versuchten, gerichtlich aus dem Vertrag auszusteigen.
In Hoorn ging der Magistrat denselben Weg, während Alkmaar einen entgegengesetzten Kurs einschlug. Am 14. März 1637 forderte Alkmaar seine Repräsentanten in den Staaten auf, die Einhaltung aller Verträge einzufordern. Zwar beschäftigten sich die Staaten mit den Eingaben, doch verwiesen sie die Städte am 11. April 1637 an den obersten Gerichtshof der Provinz Holland (Hof van Holland). In seiner Entscheidung vom 23. April 1637, die von den Staaten am 25. April 1637 verkündet wurde, erklärte der Gerichtshof: Erstens sollten alle Verträge in Kraft bleiben. Zweitens sollten die einzelnen Städte die bloemisten bei ihrer Suche nach einvernehmlichen Lösungen (viam concordiea) unterstützen. Wo dies nicht gelänge, sollten die Probleme dem Gerichtshof rückgemeldet werden. Drittens war es den Verkäufern erlaubt, im Fall, dass die Käufer ihre Abmachung brechen würden, die betreffenden Zwiebeln nochmals zu verkaufen. Dabei sollte der erste Käufer für die Differenz zwischen dem ersten abgemachten und dem zweiten erzielten Preis einstehen.
In Haarlem wurde dieser Schiedsspruch so umgesetzt, dass ab 1. Mai 1637 Streitigkeiten wegen Tulpenverkäufen nicht mehr vor Gericht gebracht werden durften. Die Blumenhändler mussten sich untereinander einig werden. Da aber auf diese Weise viele Streitfälle ungelöst blieben, wandten sich die burgemeesters von Haarlem im Juni 1637 erneut an den Hof van Holland mit der Bitte, den Schiedsspruch aufzuheben. Weil aber der Gerichtshof diesem Antrag nicht folgte, stellten die burgemeesters von Haarlem am 30. Januar 1638 eine Kommission zusammen (Commisarissen van den Bloemen Saecken). Eine ähnliche Lösung wurde in Alkmaar und nach heutigem Kenntnisstand eventuell auch in weiteren Städten gefunden. Ziel war es, die Konflikte einvernehmlich beizulegen (per accomodatie). Die endgültige Lösung bestätigten die Bürgermeister von Haarlem am 28. Mai 1638: Die Verträge konnten annulliert werden, wenn die Käufer zur Zahlung einer Strafe in Höhe von 3,5 Prozent des ursprünglichen Kaufpreises bereit waren.

## Erklärungen
Es existieren verschiedene Ansätze, den Preisanstieg und Preisverfall von Tulpen im Winter 1636/37 zu erklären. Während traditionell eine kritische Deutung der Ereignisse als irrationale Manie vorherrschte, bemühen sich neuere Arbeiten aus marktrationalen, institutionellen und historischen Perspektiven um ausgewogenere Interpretationen. Der Tulpenzwiebelwahn im 17. Jahrhundert wird weiter oft auch zur Bewertung aktueller Marktgegebenheiten herangezogen.

### Traditionelle Deutungen
Die traditionelle Deutung des Preisanstiegs und Preisverfalls von Tulpen versteht diese Ereignisse als exzessive Finanzspekulation und leichtsinnige Verrücktheit. Entscheidend für die Verbreitung der Idee einer Tulpenmanie war das Buch Extraordinary Popular Delusions and the Madness of Crowds, das der schottische Journalist Charles Mackay 1841 in London veröffentlichte. Mackay vertrat darin die These vom irrationalen Massenverhalten und unterstützte diese durch die Beispiele der Südseeblase und des Skandals um die Mississippi-Kompanie (beide 1720).
Grundelemente seiner Darstellung, die in den anschließenden Auseinandersetzungen vielmals weitergetragen wurden, sind zum einen die Behauptung, die Tulpenmanie habe alle Bevölkerungsschichten der Niederlande erfasst und in kommerzielle Spekulationen getrieben, und zum anderen die Behauptung, sie habe die Beteiligten ruiniert und der niederländischen Wirtschaft insgesamt einen schweren Schaden zugefügt. Außerdem verbreitete Mackays Text einige danach immer wieder zu findende Anekdoten, etwa die vom Tausch eines sehr umfangreichen Warenkorbs gegen eine Tulpe der Sorte 'Viceroy' oder die vom Missgeschick eines Mannes, der aus Versehen eine der kostbaren Tulpenzwiebeln mit einer einfachen Gemüsezwiebel verwechselt und verspeist habe.
Mackays wichtigste Quelle für seine Informationen und die von ihm vorgebrachte kritische Lesart der Tulpenmanie ist Johann Beckmann, welcher wiederum auf den niederländischen Botaniker Abraham Munting vertraute. Dieser wurde 1626 geboren und ist kein Augenzeuge der Tulpenmanie. Munting verließ sich auf zwei Dokumente, die damit die Grundlage für alle späteren Texte und deren kritischen Deutung des Tulpenhandels bilden. Zum einen ist dies eine Chronik von Lieuwe van Aitzema und zum anderen das Pamphlet Samen-spraek von Adriaen Roman. Da Aitzema wiederum seine Beschreibung auf Pamphlete und Flugblätter gründet, bildet diese Sammlung an zeitgenössischen Texten die Hauptquelle der populären Auseinandersetzung mit der Tulpenmanie. Der überwiegende Teil der Kritik in diesen Flugblättern und Handzetteln, die im Frühjahr 1637 in verschiedenen Städten kursierten, wirft den Blumenhändlern vor, sie hätten Tulpen zu ihren Götzen gemacht und damit Gott beleidigt, sie hätten durch unlauteren Handel nach Geld gestrebt und sie hätten die soziale Ordnung gefährdet.
Das von Mackay entworfene Bild des Preisanstiegs und Preisverfalls von Tulpen als umfassender und zerstörerischer Manie macht das historische Ereignis zum Paradebeispiel einer durch Massenhysterie fehlgeleiteten Marktentwicklung. In dieser Form findet die Tulpenmanie Eingang in populärwissenschaftliche Betrachtungen zu Finanzmärkten und späteren Finanzkrisen, wie etwa Burton Malkiels A Random Walk Down Wall Street (1973) oder Kenneth Galbraiths A Short History of Financial Euphoria (1990). So taucht die Tulpenmanie auch in Oliver Stones Film Wall Street: Geld schläft nicht (2010) auf. Darin nutzt der Spekulant Gordon Gekko eine historische Darstellung des sich wandelnden Marktwerts von Tulpen, um die Finanzkrise ab 2007 zu erklären und zu bewerten.

### Marktrationale Erklärung
Seit den 1980er Jahren haben sich Ökonomen an einer positiveren Sicht auf das spekulative Verhalten versucht und Mackays Deutung kritisch begutachtet. Hinterfragt werden dabei das Ausmaß, in dem die Spekulationswelle die Bevölkerung erfasste, und das Ausmaß der negativen ökonomischen Auswirkungen der Tulpenmanie.
In seiner Erklärung, warum die Händler immer höhere Preise für Tulpen zu zahlen bereit waren, hebt der amerikanische Wirtschaftshistoriker Peter M. Garber den Aspekt der spielerischen Zerstreuung und die erhöhte Risikobereitschaft in Pestzeiten hervor. Während der ersten Hälfte des 17. Jahrhunderts grassierten in Abständen Beulenpestepidemien in den niederländischen Städten, was Garber als Begründung für die Bereitschaft zum Risiko und als Erklärung für die zur Verfügung stehenden Geldsummen (durch Erbschaft) anführt.
Anhand der von ihm genutzten Preisdaten für Tulpenverkäufe im Winter 1636/1637 und für danach erfolgte Transaktionen von Tulpen in den Jahren 1643, 1722 und 1739 argumentiert er, dass der jährliche Preisverfall von Sorte zu Sorte variierte und von 76 Prozent bis 24 Prozent betragen konnte. Im Vergleich mit den Preisen für Hyazinthen im 18. Jahrhundert erklärt Garber, dass die Behauptung, die Tulpenmanie sei ein einmaliges Geschehen, nicht aufrechterhalten werden könne. Vielmehr würden die Preiskurven deutliche Parallelen aufweisen. Auch bei Hyazinthen seien die Preise für die teuersten Sorten innerhalb von drei Jahrzehnten auf ein bis zwei Prozent des ursprünglichen Wertes gefallen.
An Garbers marktrationale Erklärung, basierend auf der Markteffizienzhypothese, schließt die Überlegung von Douglas French an. Er behauptet, die Tulpenmanie sei auch deshalb möglich geworden, weil die Geldpolitik der Amsterdamer Wechselbank (Wisselbank) und die Kaperung der Spanischen Silberflotte am 17. September 1628 durch Piet Pieterszoon Heyn dazu führten, dass mehr Geld verfügbar war, welches spekulativ eingesetzt werden konnte.

### Institutionelle Erklärung
Garbers vergleichender Argumentation widerspricht der amerikanische Ökonom Earl A. Thompson. Er weist darauf hin, dass der Preisverfall von Tulpen in den 1630er Jahren nicht die behauptete Änderung um rund 40 Prozent betrug, sondern 99,999 Prozent.
Dass die Händler im Winter 1636/1637 bereit waren, immer höhere Geldsummen für Tulpen zu bieten, erklärt Thompson mit dem Dekret, welches die Delegierten der Händler am 24. Februar in Amsterdam verabschiedeten. Er geht davon aus, dass dieses Dokument nicht die Reaktion auf den Preissturz zu Beginn des Monats Februar gewesen sei, sondern nur der Endpunkt eines längeren Vorhabens. Die Händler hätten danach gestrebt, die Verträge im Bedarfsfall verlustlos annullieren zu können, und seien in Erwartung der Bestätigung dieses Ansinnens bereits vorfristig risikoreiche Verträge eingegangen. In seiner Deutung eröffnet das Dekret eine Ausstiegsklausel für Kaufverträge. Dem Käufer von Tulpenzwiebeln stand es frei, aus eingegangenen Verträgen auszusteigen und in diesem Fall eine Vertragsstrafe in Höhe von 3,5 Prozent des Handelswertes zu zahlen. Diese Möglichkeit habe die preistreibenden Spekulationen der Händler begünstigt, welche mit steigenden Preisen und Weiterverkaufsgewinnen rechneten, aber bei Gefahr eines Preisverfalls unter Verlust nur eines Bruchteils der Vertragssumme hätten aussteigen können. In diesem Sinne sei die Manie nur eine ökonomisch-rationale Antwort auf die Änderung rechtlicher Rahmenbedingungen. Der Preissturz wiederum sei durch Ereignisse im Dreißigjährigen Krieg hervorgerufen worden. Der Vormarsch der Schweden nach der Schlacht bei Wittstock habe die Erwartung der holländischen Händler gedämpft, deutsche Fürsten würden in den Tulpenhandel einsteigen und die überteuerten Tulpen aufkaufen.

### Historische Erklärung nach Anne Goldgar
Die amerikanische Historikerin Anne Goldgar überprüft in ihrer Studie des sozio-ökonomischen Kontextes von Tulpenzucht und Tulpenhandel im Goldenen Zeitalter der Niederlande mehrere populäre Behauptungen zu den Umständen und Folgen der Tulpenmanie. Ihre Arbeit beruht im Wesentlichen auf der Auswertung historischer Quellen, insbesondere der erhaltenen Zeugnisse von Verkäufen und Gerichtsakten für drei Zentren des Tulpenhandels: Amsterdam, Haarlem und Enkhuizen. Zu Beginn ihrer Darstellung weist sie auf ein Problem jeder Untersuchung der Tulpenmanie hin, die damit umgehen müsse, dass sich die Dokumente über Preise, Transaktionen und beteiligte Akteure nur unvollständig erhalten haben.
Die erste von ihr untersuchte Behauptung betrifft das Ausmaß der Handelsaktivitäten. Entgegen der bereits in den frühen Flugschriften und später von Mackay vertretenen Idee, die Tulpenmanie habe große Teile der Bevölkerung erfasst, vertritt Goldgar die Meinung, das Phänomen habe nur eine kleine Gruppe der Bevölkerung betroffen, vor allem wohlhabende Kaufleute und Handwerker. Die einschlägigen Berichte über wahnhaften und massenhaften Handel gingen dagegen auf zeitgenössische Propaganda und religiös motivierte Sozialkritik zurück. Insgesamt konnte sie 285 Personen identifizieren, die in Haarlem zu Beginn des 17. Jahrhunderts in den Tulpenhandel involviert gewesen waren. In Amsterdam waren es etwa 60, in Enkhuizen rund 25. In dieser kleinen Gruppe der bloemisten bzw. floristen seien weder Angehörige der obersten noch der untersten gesellschaftlichen Schichten vertreten gewesen. Der Kauf und Verkauf von Tulpen war, so behauptet sie, ein urbanes Phänomen, welches insbesondere in der dicht besiedelten Provinz Holland und dort besonders von Kaufleuten, Notaren, Ärzten, Silberschmieden, Handwerksmeistern, Schankwirten, Brauereibesitzern und Apothekern betrieben wurde. In manchen Fällen seien auch Bürgermeister, schepen (‚Schöffen‘) und Mitglieder des Ältestenrats in die Tulpengeschäfte involviert gewesen. Auch formierten sich ab Mitte der 1630er Jahre Kompanien, bei denen mehrere geldgebende und ausführende Partner zusammen auf dem Markt agierten. Sie alle hätten sich, wie den Steuerregistern zu entnehmen ist (1631 für Amsterdam sowie 1628, 1650 und 1653 für Haarlem angelegt), in der Schicht der wohlhabenden Stadtbürger befunden. Weder für die Teilnahme von den in den Pamphleten häufig genannten Webern und Schornsteinfegern noch für die Präsenz Adliger konnte Goldgar Belege ausfindig machen.

Titelblatt der Schrift Samen-spraek tusschen Waermondt ende Gaergoedt, Adriaen Roman (Haarlem 1637 (Nachdruck))

Goldgar argumentiert, dass der Tulpenhandel auch während der Tulpenmanie ein Phänomen der bürgerlich-gehobenen Schichten war. Es bestehe demgemäß eine Kontinuität zwischen den liefhebbers, die Tulpen besonders wegen ihrer Schönheit und Seltenheit schätzten, und den bloemisten, die in den Tulpen auch Handelswaren und Wertanlagen sahen. Wie die Tulpenliebhaber seien auch die Tulpenhändler in engen familiären, religiösen (ein überproportional hoher Anteil an Mennoniten handelte mit Tulpen), örtlichen und geschäftlichen Netzwerken miteinander verbunden gewesen.
Der Handel war zudem, auch dies zeigten die Dialoge im Samen-Spraek, ein geordnetes System an Verpflichtungen und Abläufen, wie sie in den Kollegs gepflegt wurden. Die Kollegs waren nicht allein die soziale Veranstaltung des Handels mit Tulpen, sondern zugleich eine moralische, wenn auch keine rechtlich bindende Autorität der Begutachtung von Tulpen und der Bewertung der Transaktionen. Die Verhandlungen in den Kollegs versteht Goldgar als Ausdruck der niederländischen discussiecultuur, die über Diskussion, Ausgleich und Verhandlung kommerzielle und soziale Probleme zu lösen versuchte. Außerdem behauptet Goldgar, dass die Händler im Umgang mit den Risiken des windhandels geübt waren. In einer auf den Seehandel orientierten niederländischen Wirtschaft waren spekulative Geschäfte üblich. So verkaufte die Niederländische Ostindien-Kompanie ihre Waren, bevor diese die Kunden erreicht hatten. Auch erfreuten sich Wetten und Lotterien großer Beliebtheit, und Tulpen wurden selbst zu Wetteinsätzen gemacht. Als Beleg für die Ernsthaftigkeit und Bedeutung des Handels mit Tulpen sieht Goldgar das Vorhaben der Generalstaaten im Sommer 1636, die Transaktionen zu besteuern. Parallel zu Überlegungen, Abgaben für andere Luxusgüter wie den Besitz einer Dienerschaft, den Genuss von Tabak oder das Kartenspiel einzuführen, sollte der Handel mit Tulpen besteuert werden. Dem üblichen Prozedere folgend, verwiesen die Generalstaaten diesen Vorschlag an die einzelnen Städte zur Diskussion, doch endete die Sitzungsperiode mit dem 7. Februar 1637 und im Mai 1637 wurde die Idee aufgrund der gesunkenen Preise wieder verworfen.
Ein wichtiger Faktor für den raschen Preisverfall scheint der vertrauensbasierte Handel mit „immateriellen“ Gütern gewesen zu sein. Nicht reale Tulpenzwiebeln wurden ver- und gekauft, sondern die Option auf eine zukünftig nach einem bestimmten Muster blühende Tulpe. Eine Ursache des Preisverfalls könnte vor diesem Hintergrund das Gerücht einer Überproduktion infolge der Nachfragesteigerung gewesen sein, denn der Preis bemaß sich auch an der Seltenheit der Tulpensorte.
Zweitens bestreitet Goldgar, dass die Tulpenmanie ernsthafte negative Konsequenzen für die niederländische Wirtschaft und für die einzelnen Tulpenhändler gehabt habe. Die Praxis des Tulpenhandels sah vor, dass der Kaufpreis erst fällig wurde, wenn die Tulpenzwiebel nach ihrer Blüte aus der Erde gehoben wurde. Deshalb wechselten in den Transaktionen im Winter 1636/1637 weder reale Tulpenzwiebeln noch Geldmengen ihre Besitzer. Wenn in der Folge der sinkenden Preise die beiden Handelsparteien sich deshalb auf eine Annullierung des Kaufes einigten, so erlitt niemand ernsthaften finanziellen Schaden. Die Verkäufer konnten ihre Tulpen zwar nicht für den erhofften Preis absetzen, gerieten im Prinzip aber nur dann in Schwierigkeiten, wenn sie die zu erwartenden Einnahmen bereits verfrüht für andere Zwecke als Kredit eingesetzt hatten. Die Käufer wiederum konnten zwar nicht auf einen Weiterverkauf mit Gewinn hoffen, doch kamen sie, wenn eine Strafzahlung fällig wurde, mit einem vergleichsweise geringen Verlust aus dem Geschäft. In den Ketten von Käufern und Verkäufern musste wiederum nur derjenige Verluste hinnehmen, der die Tulpe auch real besaß. In der längsten dieser Ketten, in denen eine Tulpenzwiebel in einer Pflanzperiode weiterverkauft wurde, zählt Goldgar insgesamt fünf Beteiligte.
Was den behaupteten Bankrott zahlreicher Händler angeht, so findet Goldgar nur vereinzelt Hinweise auf derartige Konsequenzen. Im Falle des Malers Jan van Goyen, der bei seinen Tulpengeschäften 894 Gulden verlor, zeigt Goldgar, dass dieser mehr Verluste durch die Spekulation mit Grundstücken als durch den Handel mit Tulpen erlitten habe. Zudem habe der Einbruch der Tulpenpreise für die Niederlande keinen wirtschaftlichen Abschwung bedeutet. Insgesamt betrachtet wuchs die Wirtschaft stetig bis zur Mitte des 17. Jahrhunderts. Die nachweislichen kürzeren Phasen wirtschaftlichen Abschwungs hätten in den frühen 1620er Jahren und zwischen 1626 und 1631 stattgefunden, nicht aber in der Folge der Tulpenmanie nach 1637.
Die Tulpenmanie sei daher weniger eine finanzielle Krise als eine kulturelle Krise gewesen, in der das Zutrauen in den Markt, in die Zahlungssicherheit und in den vertrauensbasierten Handel erschüttert wurde. Ein anschaulicher Beleg dafür ist, dass der berühmte Arzt Nicolaes Tulp, der sich zuvor nach der umschwärmten Blume benannt hatte, nach dem Einsturz der Preise das Tulpenbild von seinem Haus an der Keizersgracht in Amsterdam entfernte. Für strenge Calvinisten wie ihn verletzte der Tulpenrausch in schockierender Weise die humanistische Tradition des Maßhaltens.

## Rezeption in der Kunst und Literatur

De Mallewagen alias het valete der Bloemisten, Kupferstich von Crispin van der Passe d. J., 1637

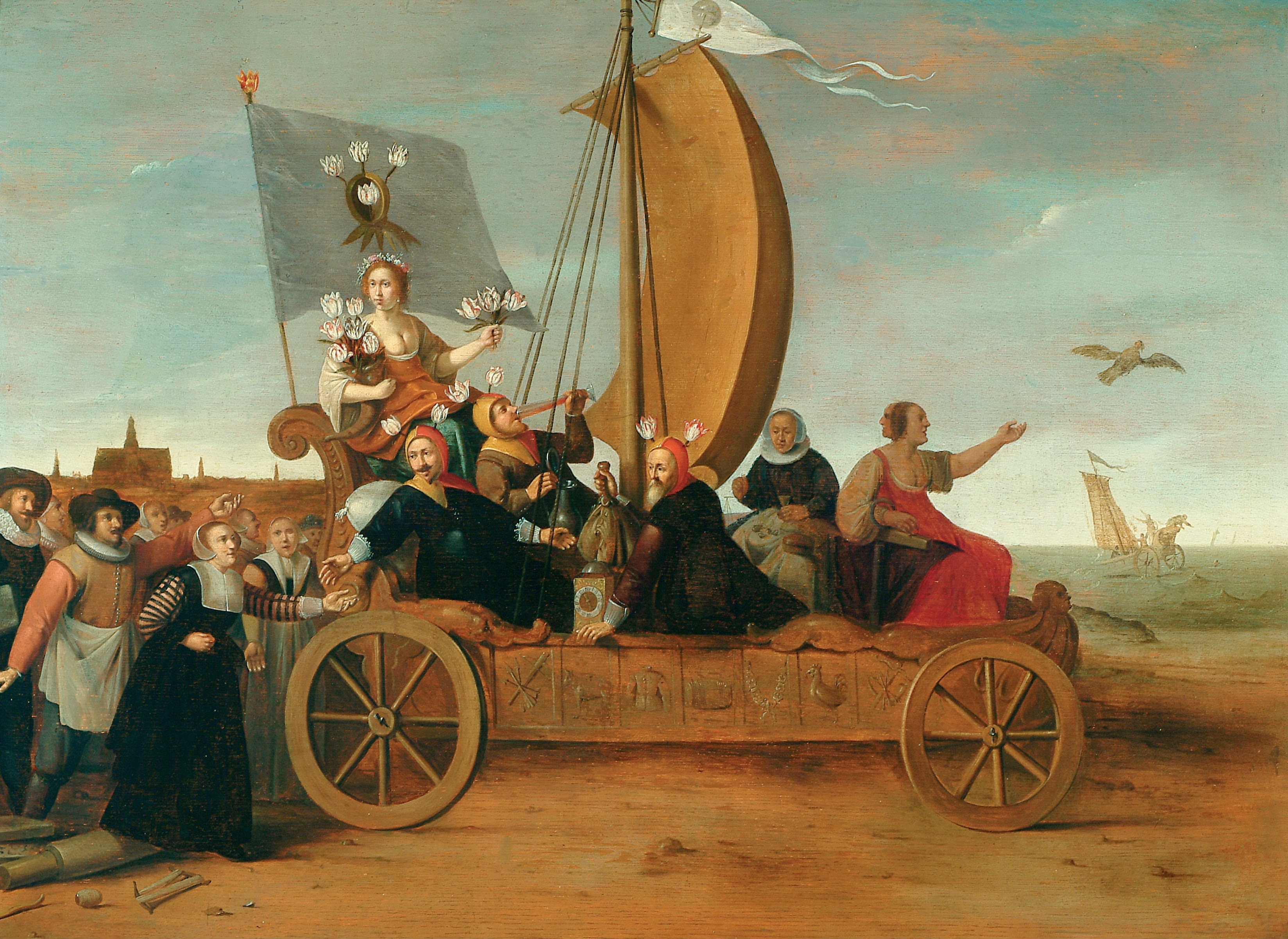
Flora’s Mallewagen, Gemälde von Hendrick Gerritsz. Pot, um 1640, Frans Hals Museum in Haarlem

Florae’s Gecks-kap, Kupferstich von Cornelis Danckerts nach Pieter Nolpe, 1637

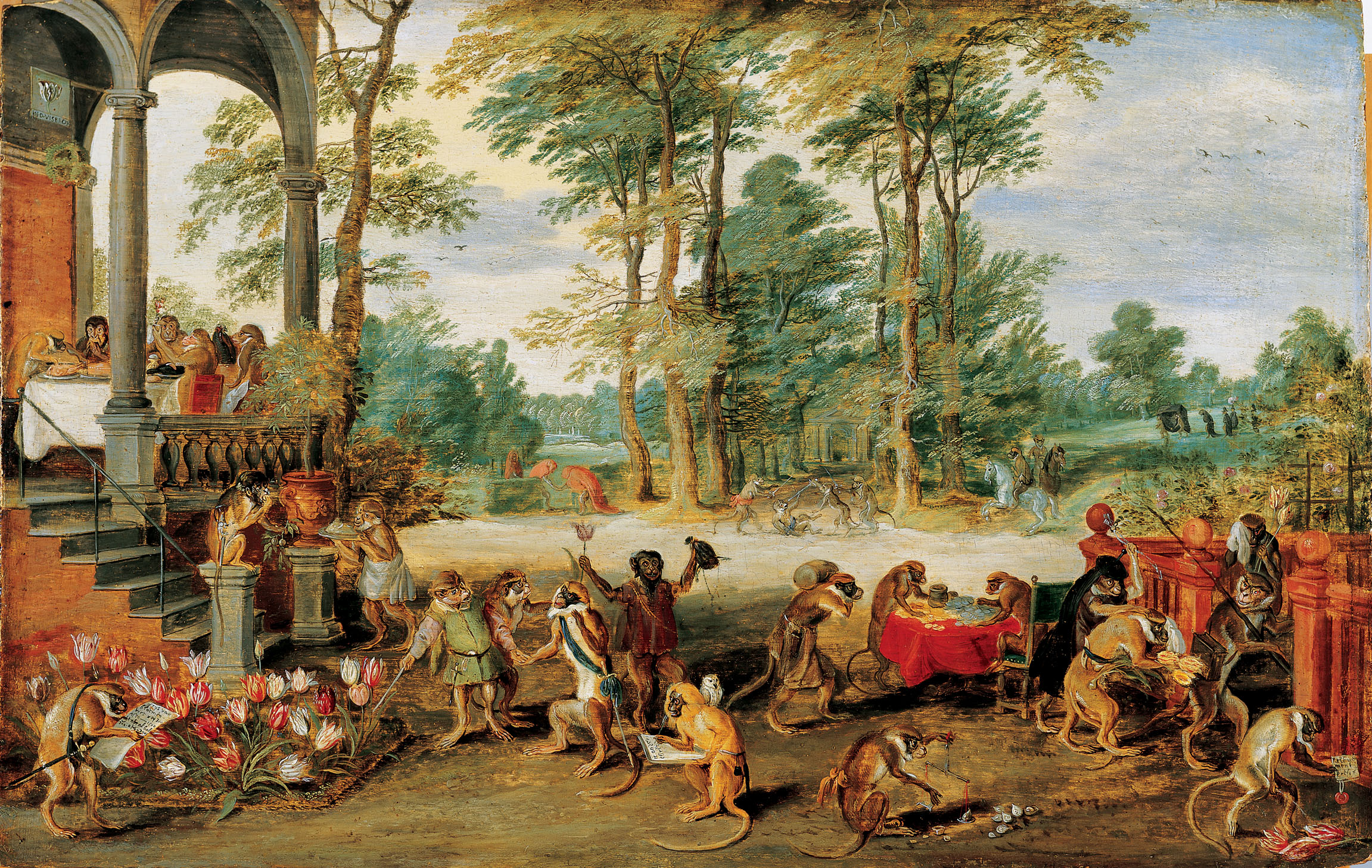
Persiflage auf die Tulpomanie, Gemälde von Jan Brueghel d. J., 2. Viertel 17. Jahrhundert, Frans-Hals-Museum in Haarlem

Der aus den Fugen geratene Tulpenhandel wurde unmittelbar künstlerisch verarbeitet. Der Kupferstich De Mallewagen alias het valete der Bloemisten von Crispin van der Passe d. J. enthält eine moralisierende Kritik, die zur Deutung der Tulpenmanie als Phase zügelloser Spekulationssucht wesentlich beigetragen hat. Den Tulpen, die die Göttin Flora auf einem Segelwagen trägt, sind Namen von Tulpensorten beigegeben, die stellvertretend für die Kostbarkeit der gehandelten Blumen stehen: Semper Augustus, Generael Bol und Admirael van(n) Horn. Die Bürger, die dem Wagen nachrennen, rufen: Wy willen mee vaeren (‚Wir wollen mitfahren‘). Ein Affe, der sich an den Mast klammert, beschmutzt Flora, die in manchen Schmähschriften als Bloemenhoertje (‚Blumenhure‘) bezeichnet wurde. Der Wagen selbst steuert auf die Laetus vloet, die Flut des Vergessens, zu. Am Strand versucht ein Bauer (Santvorder Boer, ein Bauer aus Zandvoort), den Schout, also den Schulzen, auf die Katastrophe hinzuweisen. Die Wappen am Wagen können möglicherweise in Zusammenhang mit bestimmten Schankhäusern gebracht werden, da die angegebenen Bezeichnungen wie Witte Wambuis oder Bastart Pyp typische Namen für solche Örtlichkeiten waren. In den vier Darstellungen in den Ecken des Stiches wiederum werden Szenen aus dem Tulpenhandel gezeigt: Links oben ein Tulpenbeet mit einem Käufer, rechts oben die Compariti der Bloemisten, unten links nochmals eine Handelsszene im Wirtshaus. Rechts unten ist das abrupte Ende der Spekulationen illustriert. Als is geschiet een Sotte daet soo wort gesocht een wysser raet („Wenn die Tat der Narren geschehen ist, wird weiser Rat gesucht“). Die Händler sitzen und stehen in Konfusion aufgelöst, während ein Handwerker am rechten Bildrand bemerkt: Wie hat dat gemeent („Wer hätte das gedacht“).
Bekannter noch als der Kupferstich von Crispin van der Passe d. J. ist das auf dieser Vorlage um 1640 von Hendrik Gerritz Pot gemalte satirische Bild von Floras Narrenwagen (Flora’s Mallewagen, Frans-Hals-Museum, Haarlem). Abgebildet ist auch hier ein Segelwagen, in dem Flora mit Tulpensträußen in der Hand sitzt. Ihr zu Füßen sieht man eine trinkende Figur mit Narrenkappe, die Leckebaerd (Schleckmaul, Leckerbeck) genannt wird und die Völlerei symbolisiert. Diesem Bildmuster nach versammelt der Wagen noch weitere Laster. So heißt der mit einer tulpengeschmückten Narrenkappe versehene Mann Liegwagen (das Lügenmaul), der ältere Mann mit der Stockbörse und der Uhr wird als Graegreich (Gernereich) gedeutet, die Frau mit der Waage in der Hand ist die Vergaer al (Häufe an) und die Figur mit den zwei Gesichtern, die vorne auf dem Wagen sitzt, ist die Ydel Hope (Eitle Hoffnung). Sie streckt die Hand nach einem Vogel aus, der Ydel Hope ontflogen (Entflogenen eitlen Hoffnung). Im linken Hintergrund des Bildes ist Haarlem mit der Kirche St. Bavo zu sehen, während im Bildvordergrund ein Webstuhl und ein Gesetzbuch mit Füßen getreten werden. Im rechten Hintergrund sieht man bereits das Schicksal des Gefährts und seiner Insassen: Unlenkbar geworden stürzt es ins Meer.
Noch deutlicher wird der Bezug zwischen Narrentum und Tulpenspekulation in dem Stich Florae’s Gecks-kap von Cornelis Danckerts. Es zeigt eine überdimensionierte Narrenkappe, in der ein Wirtshaus Raum gefunden hat, in welchem eine Tulpenauktion im Gange ist. Die Waage auf dem Tisch scheint zum Abwiegen der Tulpen zu dienen. Hinter der Kappe wird Flora, auf einem Esel sitzend, von einer wütenden Menge bedrängt. Im Vordergrund links und rechts werden die verblühten Tulpen zum Abfall gebracht. Der lachende Dritte ist der Wirt, der an den handelnden Tulpenliebhabern und Spekulanten verdient hat. Der Teufel im linken Bildhintergrund hält an einer Angelrute die Narrenkappe und als Köder einen Stapel von Einschreibungen für die Tulpenversteigerung.
Wiederum anders geht Jan Brueghel der Jüngere das Thema an. Seine Persiflage auf die Tulpomanie (2. Viertel 17. Jahrhundert, Frans-Hals-Museum, Haarlem) stellt in mehreren narrativen Einzelszenen Affen in Menschenkleidern dar. In ihren Rollen als Tulpenmakler und Tulpenkäufer verweisen sie auf den Irrwitz des Tulpenhandels. So sieht der Betrachter ein Festmahl, mit dem potentielle Käufer amüsiert werden sollten, sowie die verschiedenen Stadien des Handels bis zur Verzweiflung der ruinierten Käufer. In der Preisliste, die einer der Affen im Vordergrund studiert, ist unter anderem zu lesen: „Preis von / Blumen / viceroy 300 / asen 1500“. Der Name der Tulpensorte Viceroy, die 4.600 Gulden bei einer Versteigerung 1637 einbrachte, findet sich auch im Giebelstein der Herberge wieder. Zudem sind Affen dargestellt, die das Gewicht von Tulpenzwiebeln prüfen; ein Affe wird von seiner Frau verprügelt, weil er das Geld für die teuren Tulpenzwiebeln vergeudet hat, ein anderer wird von Wegelagerern überfallen, ausgeraubt und getötet. Eine zweite Version aus einer österreichischen Privatsammlung (Allegorie der Tulipomanie) wurde 2011 im Wiener Auktionshaus Im Kinsky um insgesamt 92.500 Euro versteigert.
1966 wurde Otto Rombachs Roman verfilmt: Adrian der Tulpendieb war einer der ersten Fernsehfilme, die in Farbe ausgestrahlt wurden. Der Knecht Adrian gaunert sich durch die Tulpenmanie, wird reich und wieder bettelarm.
In jüngerer Zeit wurde die Tulpenmanie insbesondere als historischer Hintergrund von Erzählungen genutzt. Deborah Moggachs Buch Tulpenfieber (2001) erzählt von der unglücklichen Liebe zwischen einem Maler und seinem Modell und von dem riskanten Versuch, durch den Erwerb einer Semper Augustus zu Reichtum zu kommen (siehe auch Tulpenfieber). Zur Zeit der Tulpenmanie spielen auch Enie van Aanthuis’ Roman Die Tulpenkönigin (2007), in welchem einem Waisenkind Tulpenzwiebeln vermacht werden und sie diese Erbschaft nutzt, um als Tulpenhändlerin reich zu werden, und Olivier Bleys’ Werk Semper Augustus (2007) über die skrupellosen Machenschaften eines Tulpenhändlers.

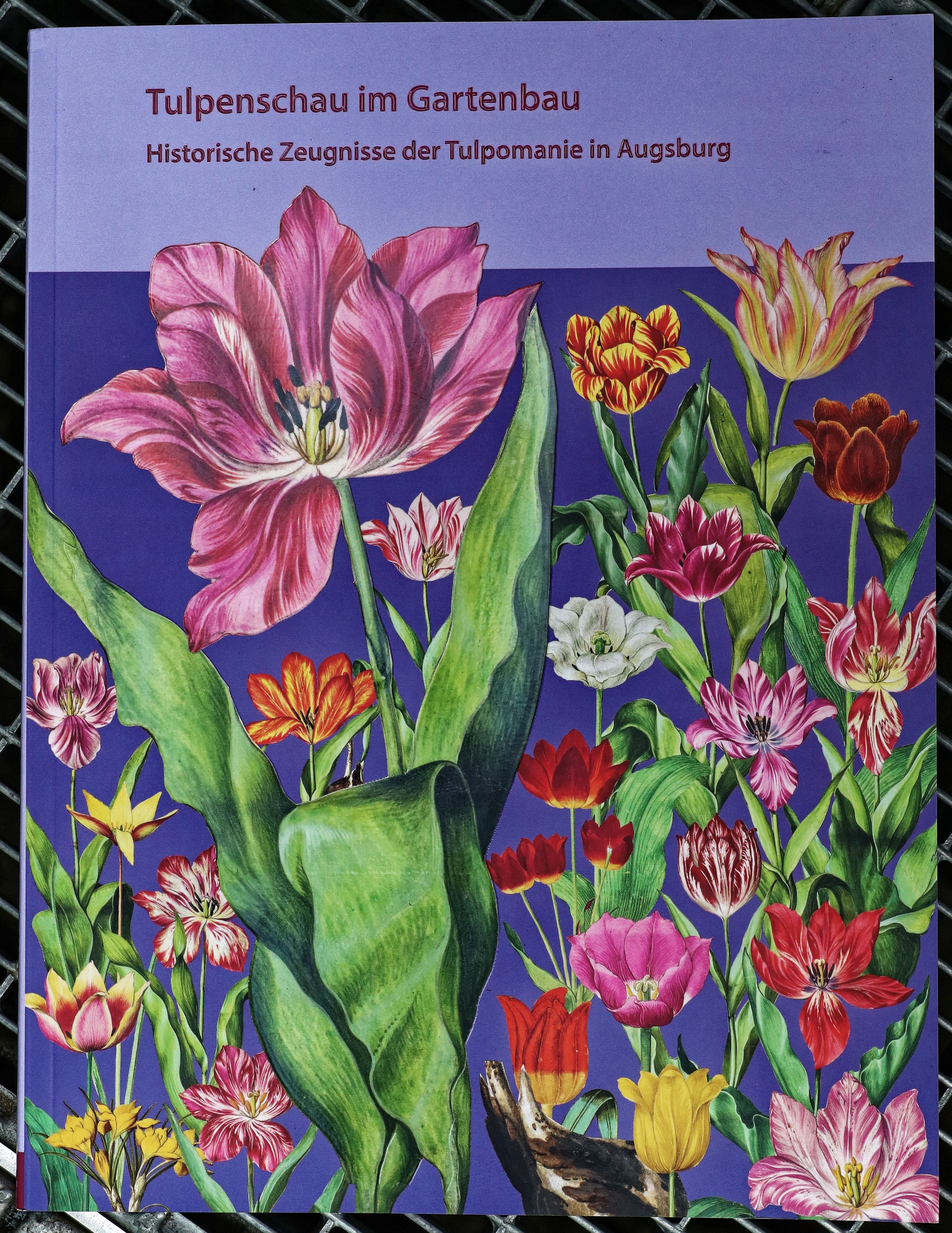
Katalog zur Ausstellung Tulpenschau im Gartenbau 2022 in der Staats- und Stadtbibliothek Augsburg

Die Staats- und Stadtbibliothek Augsburg zeigt vom 8. April bis zum 8. Juli 2022 die Ausstellung Tulpenschau im Gartenbau. Historische Zeugnisse der Tulpomanie in Augsburg, zu der ein umfangreicher Katalog erschienen ist.

### Populärwissenschaftliche Überblicke
- Wilfrid Blunt: Tulipomania (= King Penguin Books. 44). Penguin Books, Harmondsworth/London 1950.
- Wilfrid Blunt: Tulips and Tulipomania. The Basilisk Press, London 1977.
- Mike Dash: Tulipomania: The Story of the World’s Most Coveted Flower and the Extraordinary Passions It Aroused. Gollancz, London 1999, ISBN 0-575-06723-3.
  - Deutsche Ausgabe: Tulpenwahn. Die verrückteste Spekulation der Geschichte. Claassen Verlag, München 1999, ISBN 3-546-00177-X.
- Zbigniew Herbert: Der Tulpen bitterer Duft (= Insel-Bücherei. 1215). Insel Verlag, Frankfurt/Main, Leipzig 2001, ISBN 3-458-19215-8.
- Charles Mackay: Memoirs of Extraordinary Popular Delusions and the Madness of Crowds. Richard Bentley, London 1841. Abgerufen am 25. November 2010 (Auch als E-Book bei Project Gutenberg, abgerufen am 20. November 2010).
- Anna Pavord: The Tulip. Bloomsbury, London 1999 (Paperback 2004), ISBN 0-7475-7190-2.
  - Deutsche Ausgabe: Die Tulpe. Eine Kulturgeschichte. Insel Verlag, Frankfurt am Main 2003, ISBN 3-458-34581-7.

### Wissenschaftliche Untersuchungen
- Douglas E. French: The Dutch Monetary Environment During Tulipomania. In: The Quarterly Journal of Austrian Economics Band 9, Nummer 1, 2006, S. 3–14, doi:10.1007/s12113-006-1000-6.
- Douglas E. French: Early Speculative Bubbles & Increases in the Money Supply. Ludwig von Mises Institute, Auburn 2009, ISBN 978-1-933550-44-2.
- John Kenneth Galbraith: A Short History of Financial Euphoria. Penguin Books, New York 1990, ISBN 0-670-85028-4.
- Peter M. Garber: Tulipmania. In: Journal of Political Economy Band 97, Nummer 3, 1989, S. 535–560, doi:10.1086/261615.
- Peter M. Garber: Famous First Bubbles. In: The Journal of Economic Perspectives, 4 (2), 1990, S. 35–54, JSTOR:1942889.
- Peter M. Garber: Famous First Bubbles: The Fundamentals of Early Manias. MIT Press, Cambridge 2000, ISBN 0-262-07204-1.
- André van der Goes (Hrsg.): Tulpomanie. Die Tulpe in der Kunst des 16. und 17. Jahrhunderts. Uitgeverij Waanders, Zwolle 2004, ISBN 90-400-8840-3 (anlässlich der Ausstellung in Dresden 2004).
- Anne Goldgar: Tulipmania. Money, Honor, and Knowledge in the Dutch Golden Age. University of Chicago Press, Chicago/London 2007, ISBN 978-0-226-30125-9.
- Charles P. Kindleberger und Robert Aliber: Manias, Panics, and Crashes. A History of Financial Crises. 5. Auflage. Wiley, Hoboken 2005, ISBN 978-0-471-46714-4.
- Ernst H. Krelage: Het Manuscript over den Tulpenwindhandel uit de Verzameling-Meulman. In: Economisch-Historisch Jaarboek. Band 22, 1943, S. 38.
- Ernst H. Krelage: Bloemenspeculatie in Nederland. P.N. van Kampen & Zoon, Amsterdam 1942.
- Ernst H. Krelage: De Pamfletten van den Tulpenwindhandel 1636–1637. Martinus Nijhoff, Den Haag 1942.
- Ernst H. Krelage: Drie Eeuwen Bloembollenexport. Rijksuitgeverij, Den Haag 1946.
- Nicolaas Wilhelmus Posthumus: De Speculatie in Tulpen in de Jaren 1636 en 1637. In: Economisch-Historisch Jaarboek Band 12, 1926, S. 3–99.
- Nicolaas Wilhelmus Posthumus: The Tulip Mania in Holland in the Years 1636 and 1637. In: Journal of Economic and Business History Band 1, Nummer 3, 1929, S. 434–466.
- Simon Schama: The Embarrassment of Riches: An Interpretation of Dutch Culture in the Golden Age. Alfred A. Knopf, New York 1987, ISBN 0-394-51075-5.
- Pascal Schwaighofer, Jan Verwoert: Tulipmania, Edition Fink, Zürich © Mai 2016, ISBN 978-3-03746-194-5 (Based on a conversation between Pascal Schwaighofer and Jan Verwoert, Le Foyer, Zurich, 3. July 2014).
- Robert J. Shiller: Irrational Exuberance. 2. Auflage. Princeton University Press, Princeton 2005, ISBN 0-691-12335-7.
- Earl A. Thompson: The Tulipmania. Fact or Artifact? In: Public Choice. Band 130, Nummer 1/2, 2007, S. 99–114, doi:10.1007/s11127-006-9074-4.

### Belletristische Werke
- Susanne Thomas: In Zeiten des Tulpenwahns. Ruhland-Verlag, Bad Soden 2021, ISBN 978-3-88509-166-0.
- Enie van Aanthuis: Die Tulpenkönigin. Ein historischer Roman. Rowohlt, Hamburg 2007, ISBN 978-3-499-24363-9.
- Olivier Bleys: Semper Augustus. Gallimard, Paris 2007, ISBN 978-2-07-077555-2.
- Gijs Ijlander: Stilleben mit Tulpen. Luchterhand, München 2000, ISBN 3-630-87066-X.
- Heinrich Eduard Jacob: Der Tulpenfrevel. Ein Schauspiel in fünf Akten. Ernst Rowohlt Verlag, Berlin 1920. Uraufführung: 31. Mai 1921 am Nationaltheater Mannheim.
- Gregory Maguire: Confessions of an Ugly Stepsister. William Morrow, New York 1999, ISBN 0-06-039282-7.
  - Deutsche Ausgabe: Das Tulpenhaus oder Bekenntnisse einer häßlichen Stiefschwester. Deutscher Taschenbuch Verlag, München 2000, ISBN 3-423-24230-2.
- Deborah Moggach: Tulip Fever. Vintage Book, New York 2000, ISBN 978-0-09-928885-5.
  - Deutsche Ausgabe: Tulpenfieber. Droemer Knaur, München 2001, ISBN 978-3-426-61817-2.
- Otto Rombach: Adrian, der Tulpendieb. Ein Schelmenroman. Deutsche Verlags-Anstalt, Stuttgart/Berlin 1936, DNB 575883952. – Ebenfalls 1936 erschien die Ausgabe: DNB 575883960.
  - Zahlreiche Neuausgaben, beispielsweise: Adrian der Tulpendieb. Deutscher Taschenbuch Verlag, München 1990, ISBN 3-423-01329-X.
  - Zur Verfilmung von 1966 siehe Adrian der Tulpendieb.